# 숄키네

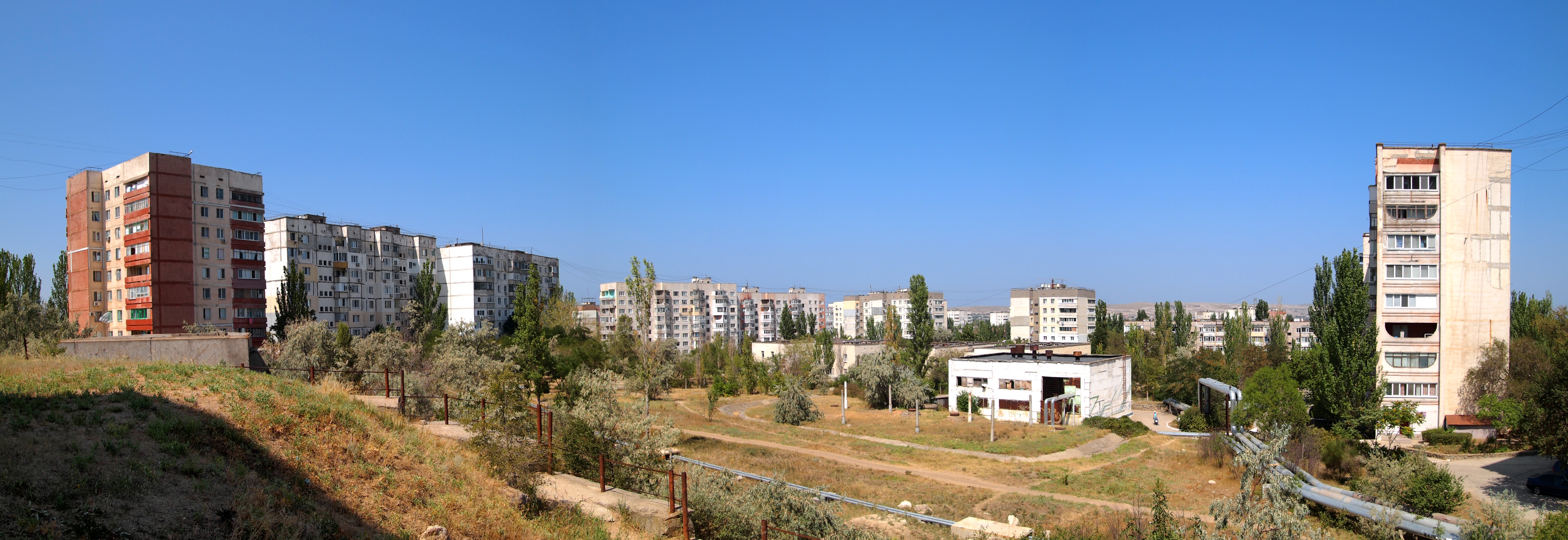
숄키네

숄키네(우크라이나어: Щолкіне, 러시아어: Щёлкино 숄키노[*], 크림 타타르어: Şçolkino)는 크림반도 동부에 위치한 도시로 러시아 크림 공화국(사실상) 또는 우크라이나 크림 자치 공화국(국제적인 승인)에 위치한다. 참고로 크림반도는 2014년 이후부터 우크라이나로부터 독립을 선언하여 러시아에 병합되었지만 대다수의 국가와 유엔은 이를 인정하지 않고 있다.
면적은 3.42km2, 높이는 20m, 인구는 10,620명(2014년 기준), 인구 밀도는 3,100명/km2이다. 아조프해 연안과 접한다. 1978년 원자력 발전소를 건설하기 위해 신설되었지만 1986년 체르노빌 원자력 발전소 사고로 인해 원자력 발전소 공사가 중단되고 만다.

시기
시 문장